# 北海道大成高等学校
北海道大成高等学校（ほっかいどう たいせいこうとうがっこう、Hokkaido Taisei High School）は、かつて北海道久遠郡せたな町（旧大成町）にあった町立高等学校。

## データ
- 所在地：北海道久遠郡せたな町大成区都421（旧：久遠郡大成町都421）
現在の「せたな町立大成中学校」の位置[1]。
函館バス「大成学校前」停留所下車徒歩2分。

## 沿革
- 1949年（昭和24年） - 北海道今金高等学校の久遠分校として開校
- 1955年（昭和30年） - 北海道大成高等学校と改称
- 1984年（昭和59年） - 全日制課程普通科単置校として発足
- 2005年（平成17年） - 町村合併により大成町立からせたな町立と変更
- 2006年（平成18年） - 入学生徒数の減少に伴い、入学者募集停止
- 2008年（平成20年） - 閉校
  - 同年2月9日に大成農漁村センターで閉校記念式典が、3月1日に第25回卒業証書授与式が開催。この時点での在校生は4名であった[2]。
  - 跡地は都366番地にあった「せたな町立大成中学校」が移転し、現在に至る[1]。